# Umri Pragane Balapur
Umri Pragane Balapur es una ciudad censal situada en el distrito de Akola en el estado de Maharashtra (India). Su población es de 20262 habitantes (2011). 

## Demografía
Según el censo de 2011 la población de Umri Pragane Balapur era de 20262 habitantes, de los cuales 10469 eran hombres y 9793 eran mujeres. Umri Pragane Balapur tiene una tasa media de alfabetización del 93,56%, superior a la media estatal del 92,03%: la alfabetización masculina es del 96,33%, y la alfabetización femenina del 90,64%.